# Zdzisław Czałbowski
Zdzisław Czałbowski (ur. 1889, zm. 1939) – polski inżynier rolnictwa, urzędnik ministerialny II RP.

## Życiorys
Urodził się w 1889. Pochodził z terenu powiatu nieszawskiego. Ukończył Szkołę Główną Gospodarstwa Wiejskiego w Warszawie.
Po odzyskaniu przez Polskę niepodległości pracował jako inspektor w Centralnym Towarzystwie Rolniczym. Wykładał w Szkole Rolniczej w Liskowie. W 1921 został sekretarzem zarządu Centralnego Związku Kółek Rolniczych. Był komisarzem i inspektorem oraz zastępcą prezesa w Głównym Urzędzie Ziemskim. Był organizatorem urzędów ziemskich. Został dyrektorem Departamentu Urządzeń Rolnych w Ministerstwie Reform Rolnych. Był przewodniczącym Międzyministerialnej Komisji do spraw Osadnictwa Wojskowego. W 1925 odszedł ze służby państwowej.
Od 1925 do 1928 pełnił funkcję sekretarza Polskich Organizacji i Kółek Rolniczych. W 1928 wydał publikację pt. Znaczenie drobnego rolnictwa w życiu gospodarczem kraju. Od tego samego roku pracował w Państwowym Banku Rolnym: 15 października 1928 został dyrektorem oddziału w Kielcach, następnie pracował w oddziale w Poznaniu, a w 1932 był dyrektorem oddziału Państwowego Banku Rolnego w Lublinie. Później został pierwszym dyrektorem powołanego w lipcu 1933 Banku Akceptacyjnego i pełnił to stanowisko do końca życia. W 1933 był członkiem komisji rewizyjnej okręgu Ligi Morskiej i Kolonialnej w Lublinie.
Zmarł na początku 1939. Został pochowany na cmentarzu Powązkowskim w Warszawie (kwatera 139-6-9).
Jego żoną została Eugenia z domu Sawicka (1905-1980), z którą miał dzieci: Andrzeja (1928-2005, powstaniec warszawski), Hannę (1933-1951), Barbarę (1938-).

## Odznaczenia i ordery
- Krzyż Komandorski Orderu Odrodzenia Polski (2 maja 1922)[11]
- Złoty Krzyż Zasługi